# 群馬県立嬬恋高等学校
群馬県立嬬恋高等学校（ぐんまけんりつ つまごいこうとうがっこう、英: Gunma Prefectural Tsumagoi High School）は、群馬県吾妻郡嬬恋村大字三原にある公立の高等学校。
群馬県内の高等学校としては、最西端に位置する。

## 概要
オリンピックのスピードスケートに6人の選手が輩出した名門校として全国的に知られ、スポーツ・健康コース（スケート実技選択）で全国募集を実施している。スケート全国募集の生徒には群馬県と嬬恋村の「下宿費支援制度」がある。2018年（平成30年）、嬬恋村が建設していた「嬬恋浅間寮」が嬬恋村総合グラウンド内に完成。寮にはトレーニングルームが完備。村外から通学するスポーツ・健康コース（スケート実技選択者）の生徒の下宿所として使っている。また地元の公立中学校と連携型中高一貫教育を行っている。

## 校訓
誠実　健康　思いやり

## 沿革
- 1952年（昭和27年） - 群馬県立中之条高等学校嬬恋分校として開校。
- 1955年（昭和30年） - スケート部が全国大会初出場。
- 1968年（昭和43年） - 群馬県立嬬恋高等学校として独立。
- 1975年（昭和50年） - 全国高校総体スケートで女子総合優勝。
- 1977年（昭和52年） - 全国高校総体スケートで大会史上初の男女総合優勝。
- 1988年（昭和63年） - 卒業生の黒岩彰がカルガリー五輪スケートで銀メダル。
- 1995年（平成7年） - 全国高等学校野球選手権群馬大会で準決勝進出。
- 1997年（平成9年） - 商業科の募集を停止。
- 2014年（平成26年） - 「スポーツ・健康コース」で「スピードスケート枠」の生徒の全国募集を開始[1]。
- 2018年（平成30年） - スケート留学生用の「嬬恋浅間寮」が開寮。
- 2019年（令和元年） - 「嬬恋浅間寮」の新棟を増築。

## 設置学科
- 普通科（下記の3コースが設けられている）
  - 普通コース
  - スポーツ・健康コース[1]（※スポーツ・健康コースの生徒は硬式野球部、スケート部、スキー部のいずれかに所属する）
  - 流通ビジネスコース

## 部活動
- 運動部 - スキー、スケート、硬式野球、バレーボール（女）、卓球、バスケットボール、剣道
- 文化部 - 文化芸術（イラスト研究班・吹奏楽班）、茶華道、JRC、商業

## 校歌
作詞：井上博、作曲：松岡朝雄

## アクセス
- JR吾妻線万座・鹿沢口駅 徒歩約5分
- JR渋川駅から万座・鹿沢口駅まで約90分
- 関越自動車道 渋川伊香保IC 約80分（約54km）、碓氷軽井沢IC（約39km）

## 著名な出身者

### スピードスケート
- 黒岩敏幸 - 1992年アルベールビルオリンピック銀メダリスト[1]。
- 黒岩彰 - 1988年カルガリーオリンピック銅メダリスト[1]。
- 黒岩宗久（カルガリー五輪代表）
- 黒岩康志（カルガリー五輪代表）
- 宮崎今佐人（トリノ五輪代表）
- 土屋良輔（平昌・北京五輪代表）
- 黒岩悟（世界スプリント選手権3位）
- 黒岩信允（2006年インターハイ2冠）
- 黒岩恵子（国体二冠）
- 黒岩美生（ユニバーシアード日本代表）
- 樋沙織（世界ジュニア金メダリスト）
- 土屋一子（世界ジュニア金メダリスト）
- 小林和朗（2003年世界選手権代表）

### スキージャンプ
- 花岡正人（スキージャンプ選手）

### アイスホッケー
- 黒岩美智子（アイスホッケー選手）

### 競輪
- 本多優
- 菅藤智

## 著名な教員
- 入澤孝一（スケート指導者）